# Garden Of Delight
Garden of Delight (kurz G.O.D.) ist eine deutsche Folk-Rock-Band, nicht zu verwechseln mit der Gothic-Rockband The Garden of Delight (1998–2008) und der Psychedelic-Band Garden of Delights.

## Geschichte
Garden of Delight wurde 1998 von Komponist, Produzent, Sänger und Gitarrist Michael M. Jung und Geiger Dominik Roesch gegründet. Die Band ist das Folgeprojekt von Jungs Ship of Fools, die 1996 mit dem Album Streets of Desaster bereits Erfolge erzielen konnte (1996: Sieger SWR3 Rookies). Die Band spielt irisch-keltisch inspirierter Musik. Alle Songs und Texte schreibt Michael M. Jung.
Die Band spielte zunächst akustisch und fast traditionell. Seit dem Album Celtinus (2001) ist auch die E-Gitarre einbezogen. Die Gruppe stand bis 2001 unter anderem mit der Kelly Family, Chris de Burgh, Nazareth und den Rodgau Monotones zusammen auf der Bühne. Für eine BBC-Dokumentation über die Kelten wurden mehrere Songs verwendet.
Es folgten 2005 das irisch-keltische Musical Finnegan und der Kobold und die Gründung des Gothic-Sideprojektes Keltenherz, welches vier Alben veröffentlichte. Im Jahr 2010 unternahm die Band mit dem Album The Lord of the Drinks einen Ausflug in die Mittelalter- und Metalszene.
2011 wurde mit dem Album Go Sailing with Us ein folkiges Album der Band veröffentlicht. 2014 folgte das Sideprojekt Avalon mit dem Dudelsackspieler Mario Rossa. Danach interpretierte die Band Klassiker der 1980er Jahre auf dem Album Back to the 80’s als Folksongs.
Nach einigen weiteren Folk-Alben erschien 2016 mit Highway to Dublin. Gods in Motion – Chapter One + Chapter Two und Eternity bilden eine Zusammenfassung der bisherigen Bandgeschichte.

## Diskografie
- Songs of the Early Days (1999)
- Songs about Love, Desire and Parting (2000)
- Celtic Legends (2000)
- Celtinus (2001)[4]
- The Last Banshee (2002)
- Pirates & Heartbreakers (2003)[5]
- The Dancing Gypsy (2004)
- Seitenprojekt: Cool Cat Radio – New York City Lounge (2004)
- Seitenprojekt: Cool Cat Radio – Crossing All Over (2004)
- Finnegan und der Kobold (2005)
- Seitenprojekt: Keltenherz – Gothicca (2005)
- Rebels, Roses & Celts (2005)[6]
- Tales of Celtica (2006)
- Boneman – Live Vol. 1 (2007)
- Boneman – Live Vol. 2 (2007)
- Some of the Best Unplugged Vol. 1 (2007)
- Celtic Shadows (2008)
- Seitenprojekt: Keltenherz – König der Bettler (2008)
- Triskel (2008)
- Der Elfenprinz – Das Hörspiel (2009)[7]
- Der Elfenprinz – Instrumentals, Tänze und Bonustracks (2009)
- Der Elfenprinz – Das Musical (2009)
- Best Of 1 – Celtic Rock and Irish Pub Music – Volume One (2009)
- Best Of 2 – Celtic Rock and Irish Pub Music – Volume Two (2009)
- Best Of 3 – Celtic Rock and Irish Pub Music – Volume Three (2009)
- Lord of the Drinks (2010)
- Go Sailing with Us (2011)
- Drunk and Bad (2012)
- Free Scotland (2012)
- Seitenprojekt: Avalon – Rebirth of Camelot (2014)
- Back to the 80's – Unplugged (2014)
- Seitenprojekt: Keltenherz – Tarot (2014)
- Best Of – Celtic Rock (2015)
- Best Of – Celtic Folk (2015)
- Best Of – Celtic Dark (2015)
- Best Of – Celtic Pop (2015)
- Best Of – The Edge (2015)
- Best Of – Pirate Songs (2015)
- Back in Ireland (2015)[8]
- Chameleon (2015)
- Highway to Dublin (2016)[9]
- Gods in Motion – Chapter One (2017)[10]
- Gods in Motion – Chapter Two (2017)[11]
- Eternity (2019)[12]
- Once Upon a Time in Alabama (2020)
- Campfire (2020)
- Samhain When Summer Ends (2020)